# Рај за пророке
„Рај за пророке” (енгл. The Prophets' Paradise) је низ језивих прозних поема које чине приповетку коју је Роберт В. Чејмберс објавио у збирци Краљ у жутом 1895. године. Низ користи понављање фраза и унутрашњу симетрију, почиње и завршава се сличном или чак истом фразом, и наставља је скоро до „палиндрома”.
Стил прозних поема одражава цитат из фиктивне драме Краљ у жутом који служи као увод у причу „Маска”. Наслов низа, дужина и образац римовања уводног катрена (ААБА) засновани су на Фицџералдовом преводу Рубаијеа Омара Хајама.

### Атеље
Неименовани приповедач чека жену у свом атељеу, игноришући савет да је „тражи по целом свету“.

### Фантом
Приповедач је пронашао Фантома прошлости, можда жену коју је чекао, али она „није хтела да иде даље”, тражећи од њега да се врате.

### Жртва
Жена плачући виче „Убих оног кога волех!” и просипа теглу крви преко бијелог цвећа.

### Судбина
Приповедач је „стигао до моста који мало њих може прећи” и позван је да прође, али мало одуговлачи пре него што то учини, говорећи: „Има времена”.

### Гомила
Први пут се сусревши на мосту, гомила се смеје на улицама. Приповедач стоји са Пјероом и његов новчаник је украден. Истина иступа са огледалом које је у стању да открије поштеног лопова, али Пјеро убеђује приповедача да је украдено огледало, а не новчаник, и он позива на хапшење Истине.

### Пајац
Приповедач разговара са пајцем избодене жене, коју је љубавник дуго тражио. Ово може или не мора бити жена коју приповедач из „Атељеа” тражи.

### Зелена соба
Кловн напудерисаног лица – описаног као бела маска – нарцисоидно гледа у огледало, питајући ко би могао да се упореди са његовим бледим теном. Приповедач пита исту ствар Смрт која стоји поред њега. Смрт одговара да је „она још блеђа”, а кловн уздише говорећи да је Смрт „веома лепа”.

### Испит љубави
Љубав говори приповедачу да изјави љубав вољеној, али жена коју воли жели да сачека.